# David VI Narin
David VI Narin (1225-1293) uit het huis Bagrationi, was koning van Georgië van 1245 tot 1259 en van 1259 tot 1293, was koning van Imereti onder de naam David I als een vazal van de Georgische koninkrijk.

## Leven en regeerperiode
Hij was de zoon van koningin Roesoedan en Muhammad Mughis ud-din Turkan Sjah; in 1230 werd hij door zijn moeder, als medeheerser gekroond in Koetaisi.
Uit angst dat haar neef David VII Oeloe de troon zou opeisen, hield Roesoedan hem gevangen bij haar schoonzoon, sultan Kaykhusraw II -echtgenoot van haar dochter Tamar -, en stuurde haar zoon David VI Narin naar het Mongoolse hof om zijn officiële erkenning te krijgen als erfgenaam van de Georgische troon. Roesoedan stierf in 1245, nog steeds wachtend op de terugkeer van haar zoon. Omdat de Georgische adel dacht dat David Narin verdwenen was, werd David Oeloe -twee jaar later- voorgedragen als koning van Georgië.
In 1248 werd de opgedoken David Narin alsnog erkend als koning van Georgië en werd hierdoor mede-heerser met zijn oudere neef. Daarna waren ze bekend als David VI Narin(de jongere) en David VII Oeloe (de oudere). De neven regeerden gezamenlijk tot 1259 maar nadat David Narin een onsuccesvolle opstand organiseerde tegen de Mongolen en gedwongen werd om te vluchten naar Koetaisi, vanwaar hij over West-Georgië regeerde als een aparte koning regeerde. Hoewel Georgië nu gesplitst was, droegen de beide koningen toch nog de titel "Koning van Georgië".
David Narin stierf in Koetaisi in 1293 en werd opgevolgd door zijn oudste zoon Constantijn.

## Huwelijken en kinderen
Hij was getrouwd met Tamar, dochter van de Georgische adel Amanelisdze. In 1254 trouwde hij met Theodora, dochter van de Byzantijnse keizer Michaël VIII Palaiologos.
- Constantijn I van Imereti (met Tamar)
- Michael I van Imereti (met Tamar)
- Vachtang II (met Tamar)
- Aleksandri (met Theodora)